# جورج إتش. سميث (مؤلف)
جورج إتش. سميث (بالإنجليزية: George H. Smith)‏ (27 أكتوبر 1922 - 22 مايو 1996)؛ كاتب وروائي أمريكي. درس في جامعة كاليفورنيا الجنوبية.